# Panimerus albifacies
Panimerus albifacies és una espècie d'insecte dípter pertanyent a la família dels psicòdids present a Europa: les illes Britàniques, França, Bèlgica, els Països Baixos, Alemanya (Saxònia i Baviera), Dinamarca, Suïssa, Hongria, Lituània i els territoris de les antigues República Federal Socialista de Iugoslàvia i Txecoslovàquia.